# Ržišta
Ržišta (en serbe cyrillique : Ржишта) est un village du centre du Monténégro, dans la municipalité de Danilovgrad.

## Démographie

### Évolution historique de la population
| 1948 | 1953 | 1961 | 1971 | 1981 | 1991 | 2003 |
| ---- | ---- | ---- | ---- | ---- | ---- | ---- |
| 108  | 108  | 119  | 73   | 36   | 15   | 5    |